# Scivoli di nuovo
Scivoli di nuovo è un singolo del cantautore italiano Tiziano Ferro, pubblicato il 27 novembre 2009 come quinto estratto dal quarto album in studio Alla mia età.

## Descrizione
La canzone viene tradotta in lingua spagnola con il titolo Deslizas otra vez.
Il singolo viene trasmesso in radio a partire dal 27 novembre 2009.
Con l'uscita del brano, l'album Alla mia età torna in top 10 dopo quasi 70 settimane dalla sua uscita.
Nel 2010 la cantautrice italiana Diana Tejera, coautrice del brano, ne realizza una cover per il suo album La mia versione.

## Video musicale
Il video del brano è in bianco e nero ed è ambientato all'interno del carcere di Bollate (Milano). Accanto a Tiziano Ferro si muovono e recitano i detenuti, i quali a salto prendono la voce di Ferro cantando le sue parole. Alla fine del brano, si vede Tiziano Ferro seduto a un tavolo mentre stringe le mani di una donna facilmente riconducibile a sua madre.
All'inizio del video, passando per i corridoi del carcere, viene inquadrato lo stipite di una cella sul quale è riportato il numero 111: si riferisce al secondo album dell'artista, chiamato appunto 111, che a sua volta prende spunto dal peso del cantautore quando non era ancora famoso.

## Tracce
Download digitale
Testi e musiche di Tiziano Ferro e Diana Tejera.
1. Scivoli di nuovo – 4:07
2. Deslizas otra vez – 4:07 – adattamento spagnolo di Tiziano Ferro
3. Scivoli di nuovo (Audio Commentary) – 1:34 – commento audio dell'autore sul brano

## Classifiche
| Classifica (2009) | Posizione massima |
| ----------------- | ----------------- |
| Italia            | 16                |